# Șoricelul familiei (film)
Șoricelul familiei (titlu original: Stuart Little) este un film animat american din 1999, în regia lui Rob Minkoff. Filmul este bazat pe romanul cu același nume din 1945 al lui E. B. White.
O continuare, Șoricelul familiei 2, a apărut în 2002.